# Mala Gora, Zreče
Mala Gora este o localitate din comuna Zreče, Slovenia, cu o populație de 45 de locuitori.